# Heurelho da Silva Gomes
Heurelho da Silva Gomes, nascut el 15 de febrer de 1981 a João Pinheiro (Minas Gerais), conegut més com a Heurelho Gomes o Gomes, és un porter brasiler de futbol, que actualment juga al Watford. Anteriorment jugà i es feu un nom al PSV.